# Parco nazionale delle North Cascades
Il parco nazionale delle North Cascades (in inglese North Cascades National Park) è un parco nazionale americano situato nel nord dello Stato di Washington, negli USA.
Vasta 2 042,78 km², tale zona protetta è riconosciuta per i suoi paesaggi nell'arco delle North Cascades, la parte settentrionale della catena delle Cascate. Con alle spalle migliaia di anni di età, le montagne si originarono a seguito della collisione della placca nordamericana con placche di origine oceanica. Nel parco, sono presenti gli spartiacque di quattro fiumi e si contano più di 500 laghi, incluso il Chelan, al terzo posto a livello nazionale per profondità massima.
La presenza umana in zona risale almeno a 8 500 anni fa, ovvero quando i paleoamericani decise di insediarsi e procurarsi da vivere grazie alla caccia e all'agricoltura. Dopo l'arrivo dei primi esploratori europei, le tribù locali di lingua salish furono in gran parte decimate dalle epidemie di vaiolo portate nel continente dai coloni già alla fine del XVIII secolo. Durante gli anni cinquanta del Novecento, la regione fu fonte di ispirazione per diversi poeti americani, tra cui Jack Kerouac.
Il parco fu istituito il 2 ottobre 1968 durante la presidenza di Lyndon B. Johnson. Da allora, il National Park Service (NPS), in quanto ente gestore, ha il compito di proteggere le sue risorse naturali e culturali. Il sito ospita più di 1 600 specie vegetali e più di 300 specie di vertebrati. Insieme ad altre riserve naturali limitrofe, il parco è al centro di un immenso ecosistema protetto esteso più di 12 000 km².

## Descrizione
Il parco si trova nel nord dello Stato di Washington, al confine con la provincia canadese della Columbia Britannica. L'areale si sviluppa nelle contee di Whatcom, Skagit e Chelan. Dista approssimativamente 150 km a nord-est di Seattle e 150 km a sud-est di Vancouver. La piccola comunità di Marblemount si trova vicino al suo ingresso occidentale.
Lungo circa 75 km e con una larghezza variabile da 30 a 40 km, il parco nazionale delle North Cascades è, in realtà, solo una sezione di un complesso composto da quattro aree distinte. Il parco stesso è composto da una zona nord e una zona sud: queste due aree sono separate dal sito ricreativo del lago Ross a livello della valle del fiume Skagit. La quarta regione, situata all'estremità meridionale del complesso, è l'area ricreativa del lago Chelan.

### Topografia

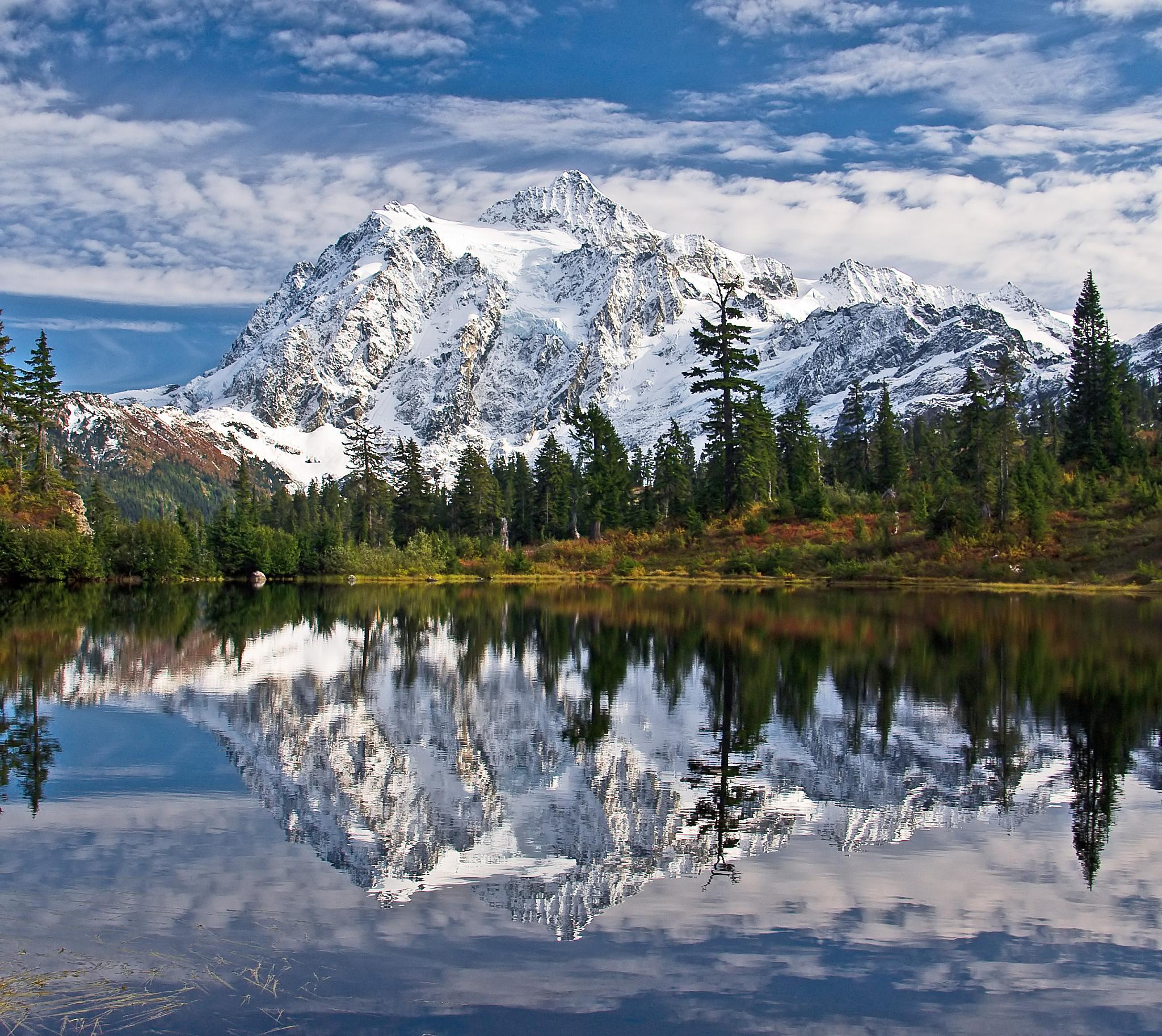
Il monte Shuksan

La topografia del parco segue le caratteristiche tipiche delle North Cascades, ovvero la sezione settentrionale della catena delle Cascate. Tale massiccio si originò vedendo la presenza di varie cime la cui altitudine è compresa tra 2 000 e 2 500 m. Se le si scorge dalle valli, l'altezza delle stesse appare maggiore, ma si tratta solo di un effetto ottico. Nella regione circostante, solo pochi vulcani riescono a superare la soglia dei 3 000 m, nello specifico il monte Baker e il Glacier Peak.
La vetta più alta del parco è il monte Goode, alto 2 806 m. Il dislivello in zona è abbastanza acuto, tanto che ad esempio il lago Chelan, uno degli specchi d'acqua maggiori in zona, è situato a 335 m s.l.m. Tra le altre importanti vette localizzate nel parco rientrano il monte Shuksan (2 783 m), il Buckner (2 768 m) e il Redoubt (2 730 m).

### Geologia
Le rocce più antiche della zona hanno circa 400 milioni di anni. Formatisi sotto l'oceano Pacifico, i sedimenti rocciosi presenti nella regione sono i più antichi tra quelli scoperti nella catena montuosa. Poggiando sulla superficie di placche tettoniche in movimento, tali rocce si spostarono poi verso nord e incontrarono la placca nordamericana 90 milioni di anni fa. Il terreno a quel punto si alzò, centimetro per centimetro, originando in tal modo un primo insieme di rilievi. Tale morfologia andò poi perlopiù erosa, ma nuove placche oceaniche si scontrarono di nuovo negli ultimi 40-35 milioni di anni. Da questo nuovo incontro ebbe luogo una serie di subduzioni le quali permisero il passaggio del magma confluito nell'arco vulcanico delle Cascate.
I vulcani locali vennero alimentati dal calore trasmesso dalla subduzione delle placche tettoniche di Gorda e Juan de Fuca sotto una di dimensione maggiore, quella nordamericana. Situato 500 km al largo delle coste, il centro della placca di Gorda sprofonda di quasi 2,5 cm sotto il Nord America. Parte del magma si raffreddò nel sottosuolo e si trasformò col tempo in rocce di granito: è tale genere di pietra a costituire la base delle montagne odierne. Il vulcanismo coinvolse in zona vari siti: a titolo di esempio, si pensi al vicino monte Baker e a Glacier Peak, le cui ultime grandi eruzioni risalgono a meno di 12 000 anni fa, mentre resti di una massiccia caldera si rintracciano nel nord-ovest del parco.
Circa 16 000 anni fa, le montagne furono modellate da grandi ghiacciai nel corso delle glaciazioni. Più di 300 ammassi glaciali erano ancora presenti nel parco nazionale nel 2009, anche se lo scioglimento ha subito un'accelerata almeno dal 1976, anno in cui terminò un ventennio di parziali avanzamenti. La regione è l'area con il maggior numero di ghiacciai negli Stati Uniti al di fuori dell'Alaska, in gran parte a causa delle abbondanti nevicate. Gli studi principali effettuati dai ricercatori, da cui emergono chiaramente prove dello scioglimento dalla seconda metà del Novecento, trovano la causa nel riscaldamento globale. L'impatto si traduce inoltre in maniera significativa sulla flora e sulla fauna locali, con specie che popolano quote superiori rispetto al passato.

### Clima
Rientrante alla regione montuosa della catena delle Cascate e con altitudini massime prossime a 3 000 m, il clima locale è di tipo montano. Le regioni più a ovest hanno un clima temperato oceanico, mentre nelle aree orientali si sperimenta quello continentale umido.
Nella parte occidentale, grazie all'influenza oceanica, le precipitazioni appaiono significative da novembre ad aprile e si verificano in gran parte sotto forma di neve in quota elevata. Le piogge sono così numerose per via del fatto che le North Cascades formano una barriera che blocca l'umidità delle masse d'aria sul fianco occidentale dando luogo al fenomeno dell'ombra pluviometrica. Il periodo estivo è generalmente più secco in quel punto, mentre in quota le precipitazioni nevose risultano decisamente non trascurabili. Per questo motivo, il vicino monte Baker vide cadere durante l'inverno 1998-1999 quasi 29 m di neve, dato che lo rese un record mondiale. Nella parte orientale il clima si fa maggiormente secco, con inverni più freddi ed estati più calde.
| Bollettino meteorologico delle North Cascades | Mesi | Mesi | Mesi | Mesi | Mesi | Mesi | Mesi | Mesi | Mesi | Mesi | Mesi | Mesi | Stagioni | Stagioni | Stagioni | Stagioni | Anno  |
| Bollettino meteorologico delle North Cascades | Gen  | Feb  | Mar  | Apr  | Mag  | Giu  | Lug  | Ago  | Set  | Ott  | Nov  | Dic  | Inv      | Pri      | Est      | Aut      | Anno  |
| --------------------------------------------- | ---- | ---- | ---- | ---- | ---- | ---- | ---- | ---- | ---- | ---- | ---- | ---- | -------- | -------- | -------- | -------- | ----- |
| T. max. media (°C)                            | 3,1  | 6,1  | 9,4  | 13,9 | 18,7 | 21,3 | 25,0 | 25,1 | 21,5 | 14,5 | 7,2  | 3,8  | 4,3      | 14,0     | 23,8     | 14,4     | 14,1  |
| T. media (°C)                                 | 2,3  | 3,4  | 6,0  | 8,9  | 12,6 | 15,3 | 18,1 | 18,3 | 15,1 | 9,7  | 4,9  | 1,8  | 2,5      | 9,2      | 17,2     | 9,9      | 9,7   |
| T. min. media (°C)                            | −2,6 | −1,2 | 0,3  | 2,8  | 6,1  | 9,1  | 11,2 | 11,4 | 8,9  | 5,0  | 1,2  | −1,1 | −1,6     | 3,1      | 10,6     | 5,0      | 4,3   |
| Precipitazioni (mm)                           | 282  | 218  | 171  | 118  | 70   | 57   | 39   | 39   | 88   | 200  | 306  | 315  | 815      | 359      | 135      | 594      | 1 903 |
| Nevicate (cm)                                 | 54   | 32   | 13   | 1    | 0    | 0    | 0    | 0    | 0    | 0    | 99   | 38   | 124      | 14       | 0        | 99       | 237   |
| Umidità relativa media (%)                    | 81,9 | 74,8 | 68,1 | 57,7 | 55,5 | 55,4 | 50,1 | 48,9 | 51,4 | 59,8 | 82,5 | 84,9 | 80,5     | 60,4     | 51,5     | 64,6     | 64,2  |

### Idrografia

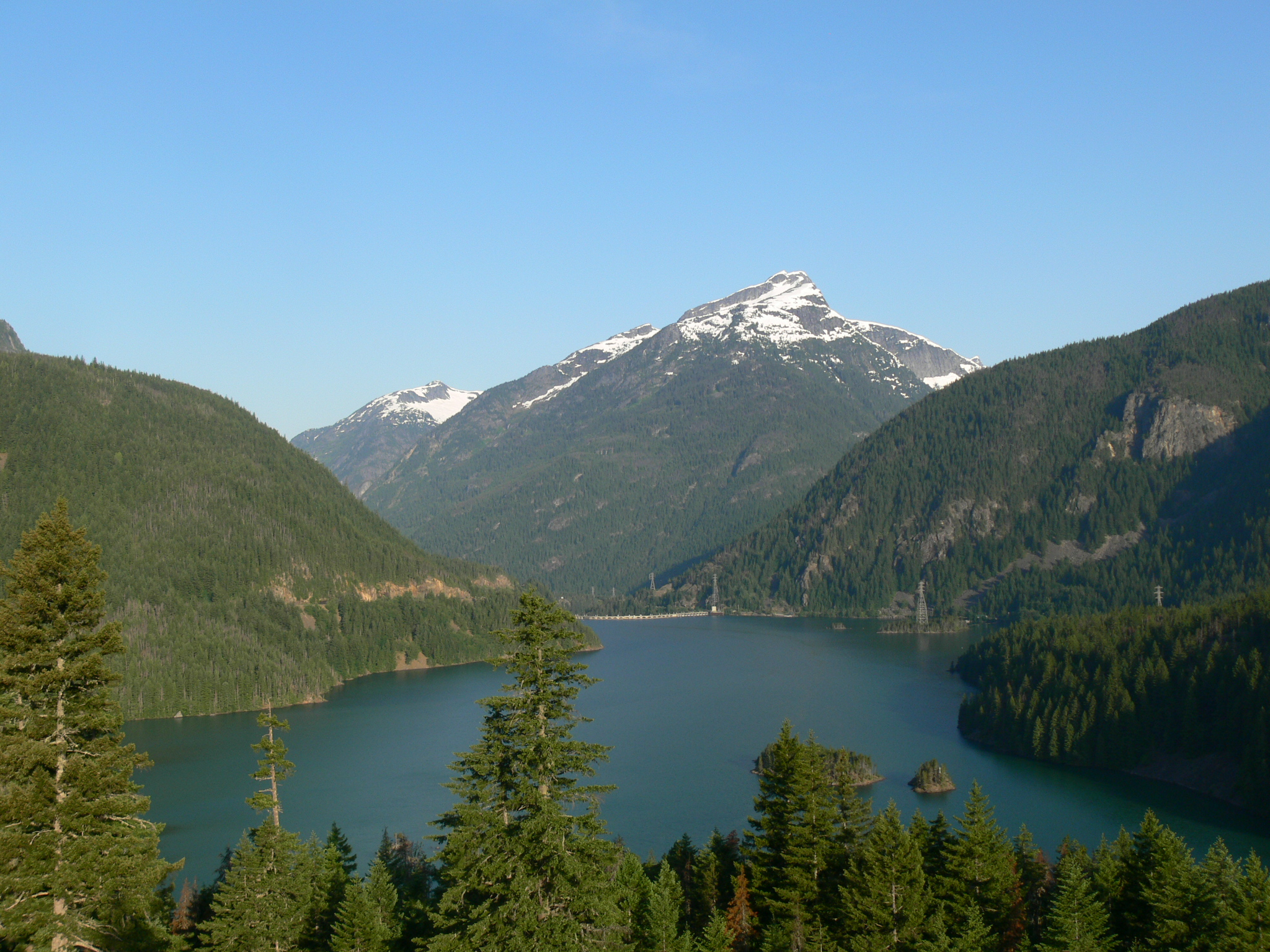
Il lago Diablo

I corsi d'acqua del parco appartengono ai bacini idrografici di quattro fiumi. Lo Skagit ha origine nella Columbia Britannica e poi oltrepassa il confine con gli USA a nord del lago Ross, che fu generato dalla diga omonima. Questo prosegue il suo corso fino al lago Diablo, originatosi per via della diga omonima, raggiungendo poi il lago Gorge, anch'esso formatosi per via di una barriera artificiale. Da quel punto, il corso d'acqua esce a ovest del parco per dirigersi verso lo stretto di Puget e sfociare nell'oceano.
A nord-ovest del parco, vicino al monte Shuksan, si trova il fiume Nooksack. Quest'ultimo scorre più a ovest nella baia di Bellingham, dopo aver costeggiato il versante settentrionale del monte Baker. A nord del parco, vicino al monte Redoubt, i fiumi che sfociano nella Columbia Britannica appartengono al bacino del Fraser, il quale culmina nello stretto di Georgia, vicino a Vancouver.
A sud del parco, nella regione del lago Chelan, i fiumi appartengono al bacino del Columbia, che sfocia nell'oceano Pacifico a sud-ovest del parco a livello della città di Astoria, al confine tra il Washington e l'Oregon. Il lago Chelan è il terzo per profondità degli Stati Uniti (approssimativamente 450 m). Oltre ai due laghi principali, il Ross e il Chelan, la regione ospita anche oltre 500 laghi o specchi più piccoli.

### Ghiacciai

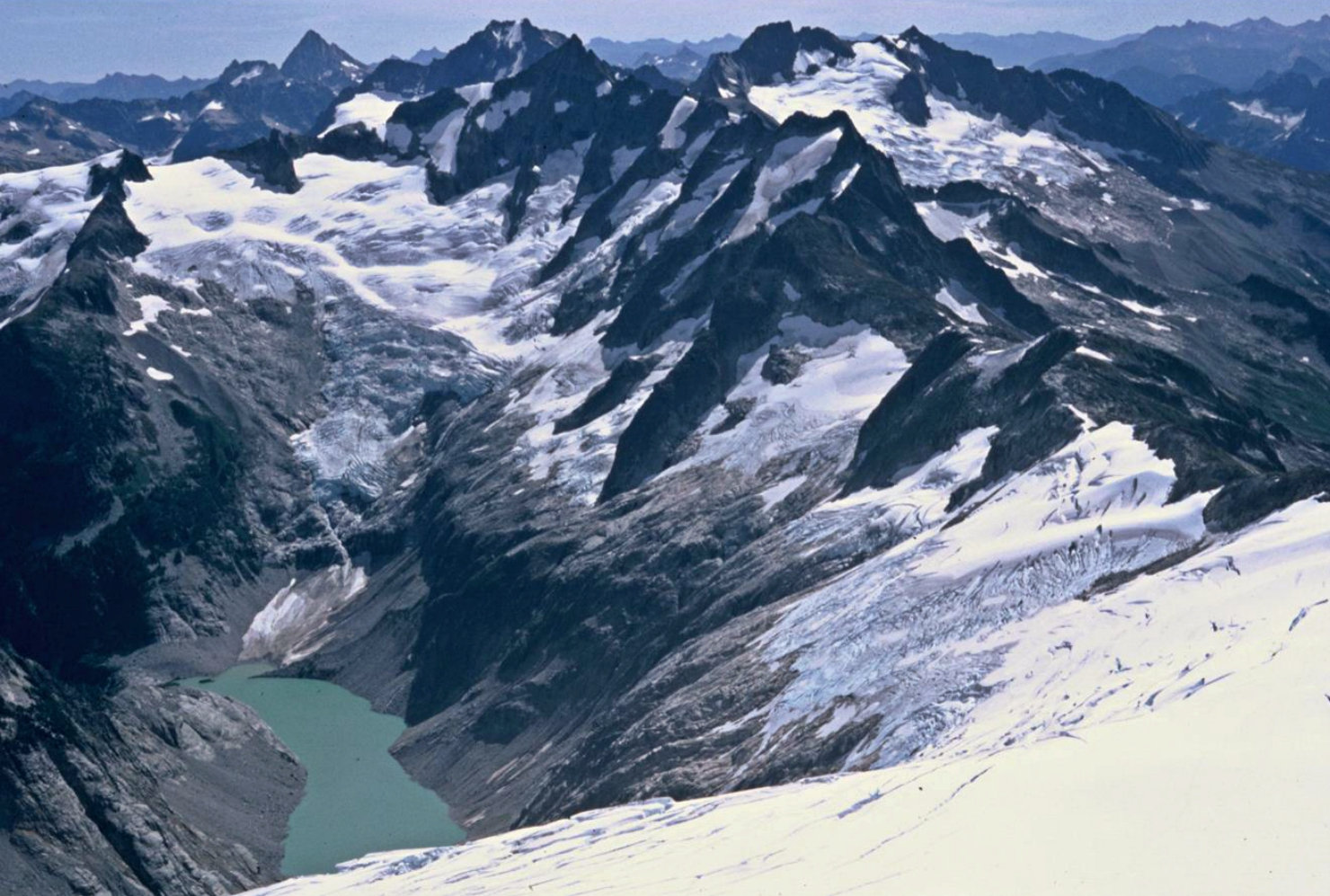
Panoramica di tre ghiacciai dall'Eldorado Peak: l'Inspiration, il Forbidden e il Quien Sabe

Con ben 312 ghiacciai, il parco delle North Cascades vanta il maggior numero di ammassi di acqua ghiacciata di qualsiasi altro parco statunitense al di fuori dell'Alaska e un terzo di tutti quelli nei 48 Stati continentali. Se si escludono alcuni ghiacciai presenti nelle adiacenti aree ricreative nazionali, la superficie totale da loro coperta ammontava nel 2013 a 93,6 km². Il ghiacciaio Boston, sul versante nord del picco da cui prende il nome, è il maggiore: dai primi rilevamenti, eseguiti nel 1971, misurava 7 km². Altri ghiacciai misurati dal 1971 più estesi di 2 chilometri quadrati includono l'East Nooksack e il Sulphide sul monte Shuksan, il McAllister e l'Inspiration su Eldorado Peak, il Redoubt sulla vetta omonima, il Neve su Snowfield Peak e il Challenger sul medesimo monte.

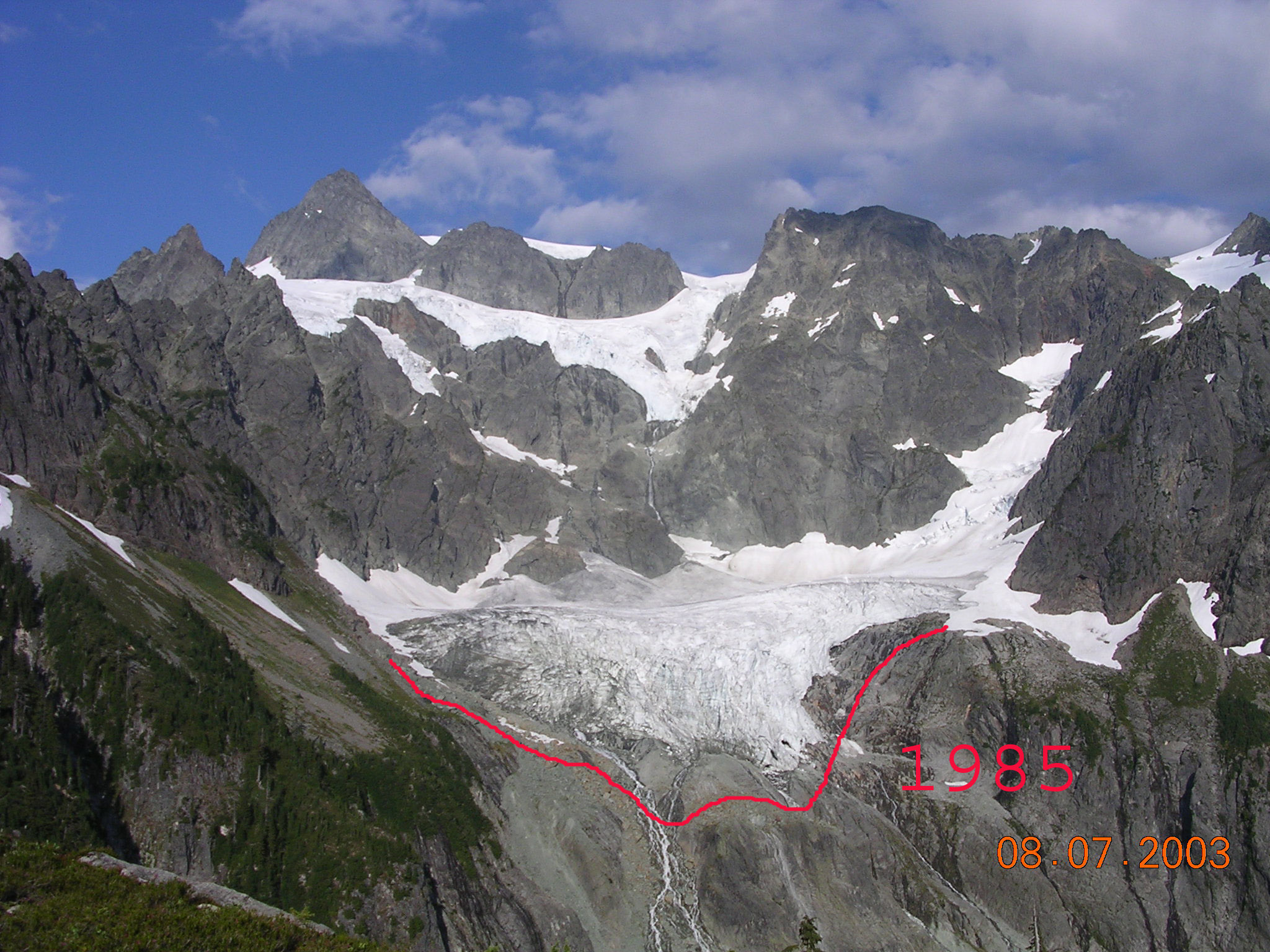
Il ghiacciaio Lower Curtis nel 2003 e la sua estensione nel 1985 delimitata dalla linea rossa

La densa concentrazione e la relativa facilità di accesso ai ghiacciai delle Cascate del Nord portarono ad alcune delle prime serie di studi scientifici riguardanti la glaciologia negli Stati Uniti. A partire dal 1955, l'Università del Washington incoraggiò Richard C. Hubley a intraprendere spedizioni annuali di fotografia aerea progettate per catturare immagini dei ghiacciai e per mostrare eventuali alterazioni che potrebbero verificarsi. Nel 1960, il glaciologo e fotografo Austin Post ampliò la copertura aerea per includere altre regioni e cercò altresì allargare la ricerca con immagini terrestri. Nel 1971, sulla base delle fotografie e di altri dati raccolti dal 1955, Post e altri redassero un rapporto che documentava il numero e la scala dei ghiacciai nelle North Cascades. Al momento dell'inventario realizzato di Austin Post, il loro studio concluse che alcuni ghiacciai del posto avevano vissuto un periodo di minore crescita o equilibrio a metà del XX secolo, dopo aver subito decenni di ritiro. Si scoprì che lo scioglimento glaciale annuale dovuto alle variazioni stagionali aveva un'influenza significativa con riferimento ai fiumi, nello specifico circa il 30% del flusso d'acqua di fine estate, il quale ebbe un impatto diretto sugli ecosistemi supportati come la pesca del salmone.
Il National Park Service, l'United States Geological Survey (USGS) e i glaciologi come Mauri S. Pelto, a guida del North Cascades Glacier Climate Project dal 1984, proseguirono le ricerche in zona. Dal 1993, il National Park Service ha condotto studi rigorosi su quattro ghiacciai del parco: il Noisy Creek, il Silver, il North Klawatti e il Sandalee. La ricerca ha evidenziato una rapida diminuzione dei volumi avvenuta tra il 1993 e il 2011. Nel 1998, un inventario fotografico aereo del National Park Service e dell'Università statale di Portland mise in luce una perdita del 13% del volume glaciale dell'intero parco da quando Austin Post aveva concluso il suo rapporto nel 1971. Sulla base delle pubblicazioni realizzate dopo il 2000, si è sostenuto che negli ultimi 150 anni dalla fine della piccola era glaciale, un arco temporale durato diversi secoli in cui la Terra sperimentò un periodo meno mite, i volumi di ghiaccio glaciale nelle North Cascades si è assottigliato del 40%. Questa perdita di ghiaccio glaciale ha contribuito a ridurre lo scioglimento in estate. In un documento pubblicato nel 2016, è stato riportato che dal 1959 lo spartiacque del fiume Skagit aveva visto una riduzione del 25% del flusso estivo.

## Ambiente naturale
Il parco nazionale si estende su diversi ecosistemi, circostanza che rende possibile la presenza di una grande biodiversità. La parte occidentale del parco ospita una foresta pluviale temperata, mentre quella orientale è costituita da una foresta che supporta un clima più secco. Le montagne supportano inoltre viventi tipici del piano montano e alpino. In totale, il parco ospita oltre 1 600 specie vegetali. Sono state individuate 75 specie di mammiferi, quasi 200 ornitologiche, 28 ittiche e 21 tra rettili e anfibi.
Il parco è al centro di un importante bioma protetto che si sviluppa su 12 000 km² negli Stati Uniti e in Canada. Sul confine occidentale del parco si trovano la riserva naturale del monte Baker (Mount Baker Wilderness Area), la foresta nazionale del monte Baker-Snoqualmie (Mount Baker–Snoqualmie National Forest), quella di Glacier Peak (Glacier Peak Wilderness Area). A sud vi è la foresta nazionale di Wenatchee, a est la riserva di Lake Chelan Sawtooth e la foresta nazionale di Okanogan. Nella Columbia Britannica, le aree protette confinanti sono i parchi provinciali di E.C. Manning, quella della valle di Skagit e del lago Chilliwack.
Secondo l'Agenzia statunitense per la protezione dell'ambiente, il parco nazionale si trova nell'ecoregione della "cordigliera occidentale delle montagne boscose del nord-ovest". Stando al sistema di classificazione del WWF, l'area appartiene all'ecoregione delle Central and Southern Cascades forests, caratterizzata da una regione montuosa ricoperta di conifere e il cui clima è tanto più umido man mano che ci si sposta verso ovest della regione.

### Flora

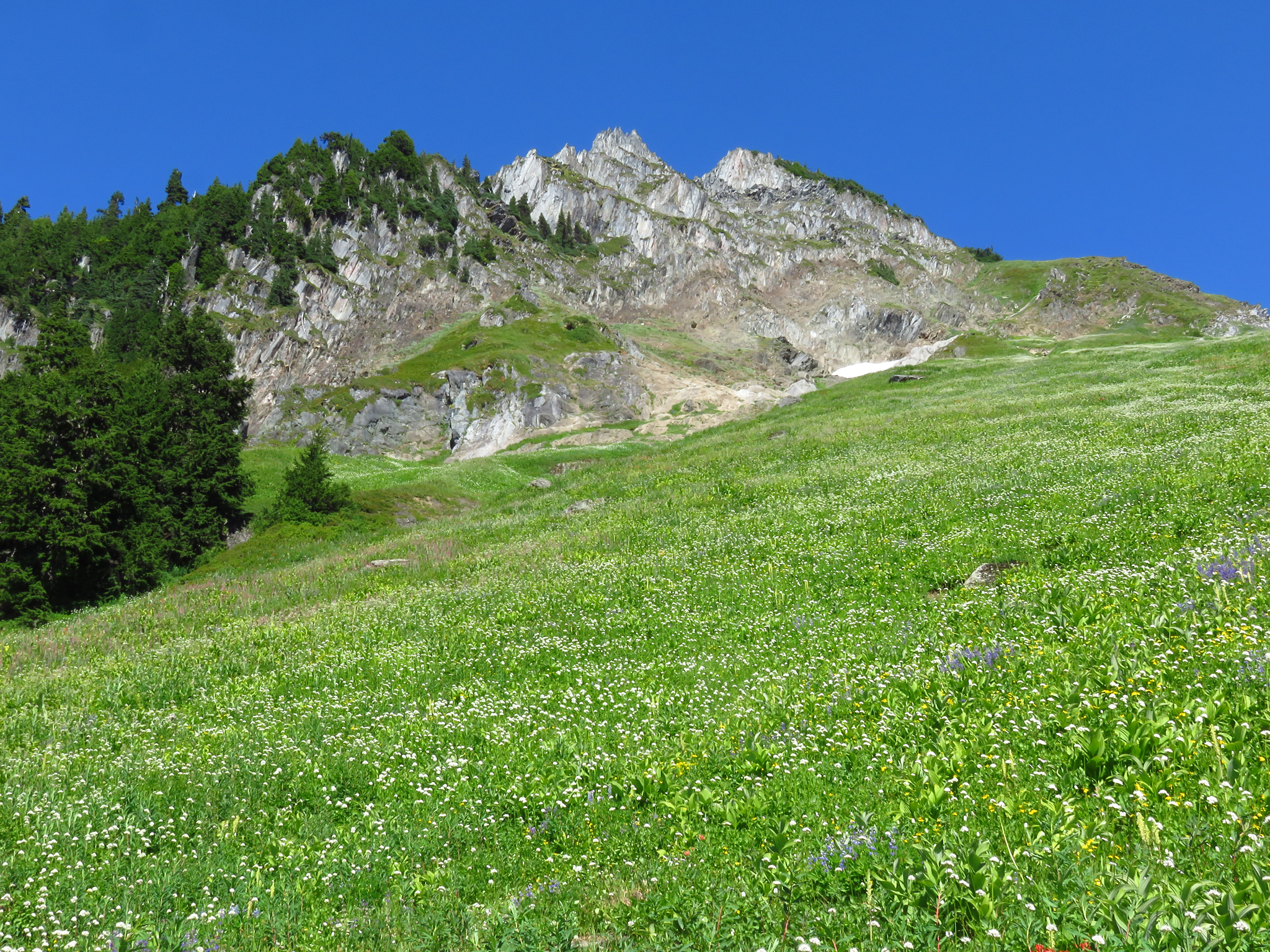
Prateria d'alta quota locale

Il parco nazionale delle North Cascades vanta un numero incredibilmente sorprendente di specie vegetali, anche se alcune sono alloctone e ne minacciano l'integrità. La foresta è principalmente dominata da conifere fino alla zona alpina sopra i 2 000 metri di altitudine. Tuttavia, il parco ospita anche molti arbusti e alberi caduchi.
La composizione della foresta varia notevolmente con l'altitudine e la longitudine. Nella parte occidentale del parco, la foresta umida e temperata è costituita principalmente da esemplari di tsuga occidentale (Tsuga heterophylla) fino a 600 metri di elevazione, mentre l'abete amabile (Abies amabilis) domina tra 600 e 1 200 m; la tsuga mertensiana appare ben presente tra 1 200 e 1 700 m. La zona subalpina tra 1 500 e 2 000 m e la zona alpina sopra i 2 000 sono ricoperte da altre conifere più resistenti al freddo. Nella parte orientale e più asciutta del parco predominano il pino giallo (Pinus ponderosa) tra i 300 e i 600 m s.l.m., l'abete di Douglas (Pseudotsuga menziesii) e il pino contorto (Pinus contorta) tra i 600 e i 1 200, mentre l'abete delle rocce (Abies lasiocarpa) è presente tra i 1 200 e i 2 000. Altre conifere includono il tasso del Pacifico (Taxus brevifolia), il cipresso di Nootka (Xanthocyparis nootkatensis), la tuia plicata (Thuja plicata), il larice occidentale (Larix occidentalis) e il peccio di Sitka (Picea sitchensis).
Le latifoglie sono tra le altre rappresentate dal salice artico (Salix arctica), il pioppo tremulo (Populus tremuloides), l'ontano rosso (Alnus rubra), l'acero palmato (Acer circinatum) e il corniolo del Pacifico (Cornus nuttallii).
Tra le specie di piante da fiore, il parco ospita la Pulsatilla occidentalis, l'Angelica arguta, l'Arnica cordifolia, il partenio selvatico (Tanacetum parthenium), la vitalba (Clematis vitalba), il Melilotus officinalis, l'azalea bianca (Rhododendron albiflorum) e la Chimaphila umbellata.

### Fauna

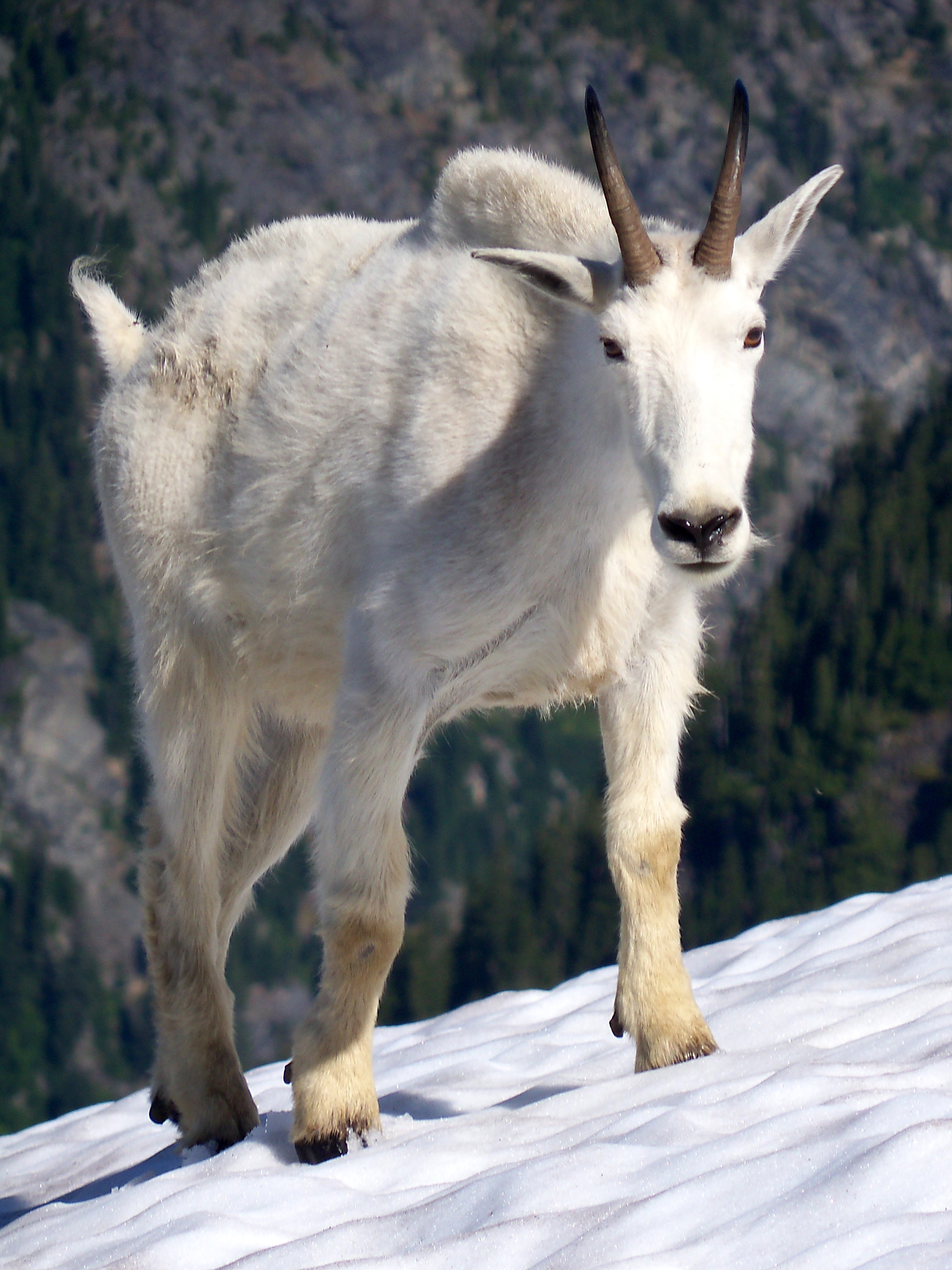
Capra delle nevi (Oreamnos americanus) nel parco

La variegata fauna comprende tra i grandi erbivori la capra delle nevi (Oreamnos americanus), la pecora Bighorn (Ovis canadensis), l'alce (Alces americanus), il cervo mulo (Odocoileus hemionus) e il wapiti (Cervus canadensis). I principali predatori risultano invece l'orso nero (Ursus americanus), il grizzly (Ursus arctos horribilis), il lupo grigio (Canis lupus), il puma (Puma concolor), la lince canadese (Lynx canadensis) e la lince rossa (Lynx rufus). I piccoli mammiferi includono il castoro americano (Castor canadensis), la martora americana (Martes americana), la lontra canadese (Lontra canadensis), l'opossum comune (Didelphis marsupialis), lo scoiattolo di Douglas (Tamiasciurus douglasii), lo scoiattolo terricolo dal mantello dorato (Spermophilus saturatus), il toporagno acquatico (Sorex palustris) e dodici specie di chirotteri, tra cui il pipistrello di Yuma (Myotis yumanensis).
L'aquila di mare testabianca (Haliaeetus leucocephalus), l'urietta marmorizzata (Brachyramphus marmoratus) e l'allocco macchiato (Strix occidentalis) risultano le uniche tre specie ornitologiche considerate minacciate a livello nazionale e presenti nel parco. Più della metà degli uccelli sono migratori e lasciano il parco per le regioni più meridionali dall'autunno al sopraggiungere della primavera. A ovest del parco, a un'altitudine inferiore a 500 m, nella foresta pluviale temperata vivono oltre all'allocco maculato anche l'allocco barrato (Strix varia), il gufo della Virginia (Bubo virginianus), il tetraone dal collare (Bonasa umbellus), la colomba fasciata (Patagioenas fasciata), il rondone codaspinosa di Vaux (Chaetura vauxi), il picchio pileato (Dryocopus pileatus), la ghiandaia di Steller (Cyanocitta stelleri), la cincia bigia dal dorso bruno (Poecile rufescens), il fiorrancino americano (Regulus satrapa), il tordo di Swainson (Catharus ustulatus), il passero canoro (Melospiza melodia) e il carpodaco purpureo (Carpodacus purpureus). Da 500 a 1 500 m si possono intravedere il picchio nucarossa (Sphyrapicus ruber), la ghiandaia grigia canadese (Perisoreus canadensis), il picchio muratore pettofulvo (Sitta canadensis), il tordo dal collare (Zothera naevi), la parula di MacGillivray (Oporornis tolmiei), il passero di Lincoln (Melospiza lincolnii)) e il crociere comune (Loxia curvirostra). Tra 1 500 m e la linea degli alberi, l'area ospita principalmente la pernice fuligginosa (Dendragapus fuliginosus), il colibrì calliope (Stellula calliope), il picchio tridattilo (Picoides tridactylus), la nocciolaia di Clark (Nucifraga columbiana), il tordo solitario di Townsend (Myadestes townsendi), il tordo eremita (Catharus guttatus), la parula di Townsend (Dendroica townsendi), il passero volpe (Passerella iliaca) e il crociere fasciato (Loxia leucoptera). Sul piano alpino, dove gli alberi non sono più presenti, vivono la pernice coda bianca (Lagopus leucura), il corvo imperiale (Corvus corax), l'allodola golagialla (Eremophila alpestris), lo spioncello (Anthus spinoletta). All'estremità orientale e più secca della zona protetta vivono l'assiolo americano occidentale (Otus kennicottii), il picchio muratore pigmeo (Sitta pygmaea), lo scricciolo delle case (Troglodytes aedon), l'uccello gatto grigio (Dumetella carolinensis) e il carpodaco di Cassin (Carpodacus cassinii).

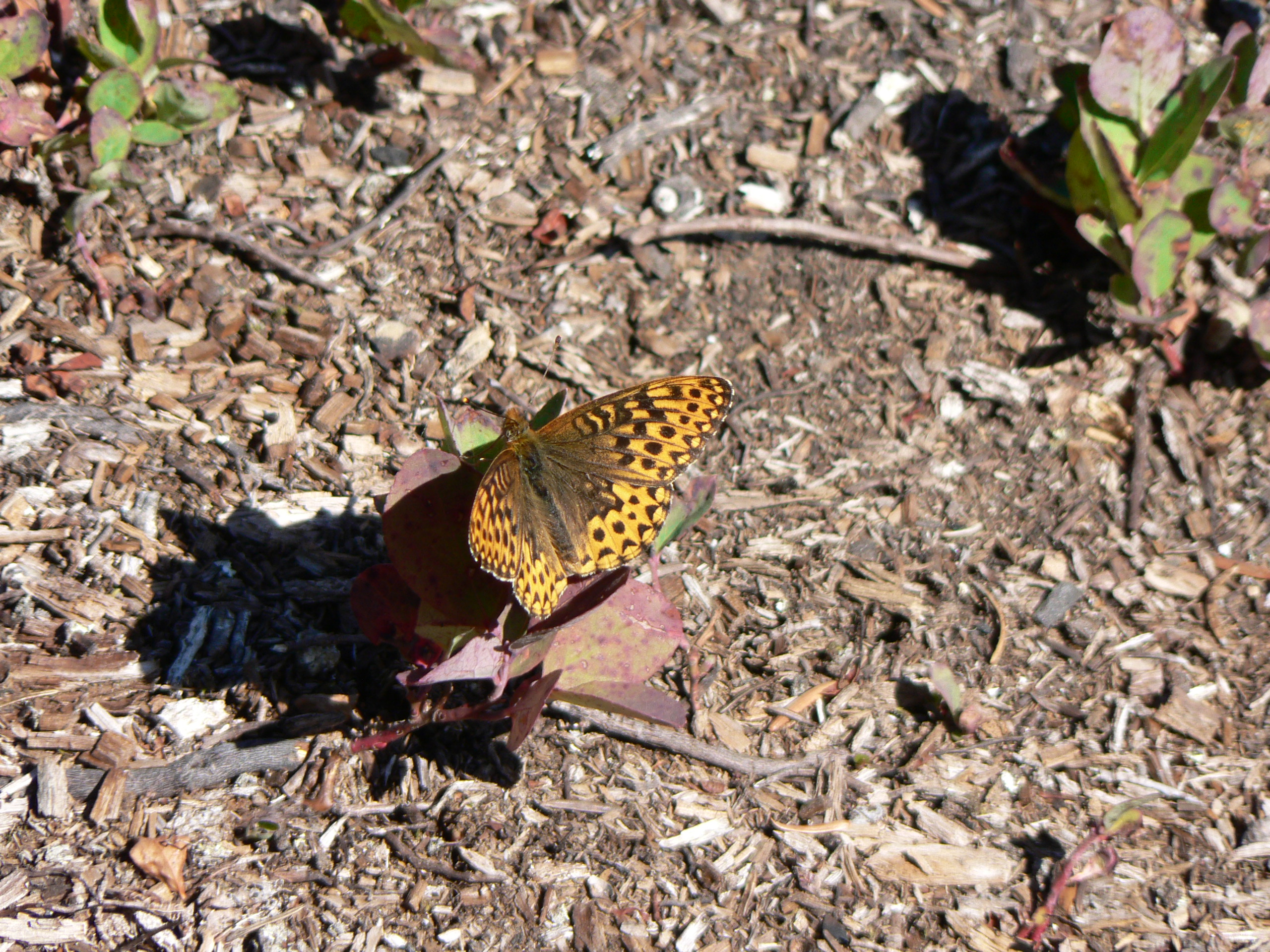
Speyeria hydaspe

Dodici specie di anfibi vivono nelle zone umide del parco, inclusi la salamandra nordoccidentale (Ambystoma gracile), la salamandra tigre (Ambystoma tigrinum), la salamandra maggiore (Dicamptodon ensatus), la salamandra dal dorso rosso (Plethodon vehiculum), il tritone dalla pelle rugosa (Taricha granulosa), l'ensatina dell'Oregon (Ensatina eschscholtzii), il rospo boreale (Bufo boreas), la raganella del Pacifico (Pseudacris regilla), la rana con la coda (Ascaphus truei), la rana aurora, la rana delle Cascate (Rana cascadae), la rana maculata (Rana luteiventris) e la rana toro (Lithobates catesbeianus).
Con riferimento ai serpenti, si annoverano il boa caucciù (Charina bottae), il colubro nero (Coluber constrictor), il crotalo verde (Crotalus viridis), il serpente giarrettiera terricolo (Thamnopis elegans), il serpente giarrettiera nordoccidentale (Thamnophis ordinoides) e il serpente giarrettiera comune (Thamnophis sirtalis), mentre tra le lucertole figurano la lucertola alligatore cerulea (Elgaria coerulea), lo sceloporo occidentale (Sceloporus occidentalis) e l'uta (Uta stansburiana). La tartaruga palustre dipinta (Chrysemys picta) è l'unica specie di tartaruga presente nel parco.
Lo Skagit, che come detto attraversa il parco, è il solo fiume nello Stato di Washington a ospitare tutte e cinque le varianti di salmone del Pacifico (genere Oncorhynchus). Tra agosto e dicembre questi risalgono il bacino del corso d'acqua per deporre le uova, attirando al contempo molti predatori. La famiglia dei salmonidi è rappresentata nello specifico dal salmone rosa (Oncorhynchus gorbuscha), dal salmone keta (Oncorhynchus keta), dal salmone argentato (Oncorhynchus kisutch), dal salmone rosso (Oncorhynchus nerka), dal salmone reale (Oncorhynchus tshawytscha), dalla trota iridea golarossa (Oncorhynchus clarkii), dalla trota iridea (Oncorhynchus mykiss), dalla trota dorata (Oncorhynchus aguabonita), dal prosopio di Williamson (Prosopium williamsoni), dal coregone pigmeo (Prosopium coulteri), dal salmerino di fonte (Salvelinus fontinalis), dal Salvelinus malma e dalla trota toro (Salvelinus confluentus). Altri pesci comuni sono il Catostomus catostomus, il Catostomus macrocheilus, la bottatrice (Lota lota), il Cottus aleuticus, il Cottus cognatus, il Cottus asper, il Mylocheilus caurinus, il Ptychocheilus oregonensis, il Rhinichthys cataractae, il Richardsonius balteatus e lo spinarello (Gasterosteus aculeatus).
Sono state individuate più di 500 specie di insetti, tra cui almeno due dozzine di specie di farfalle. Circa 250 specie di invertebrati acquatici popolano i corsi d'acqua locali.

### Incendi

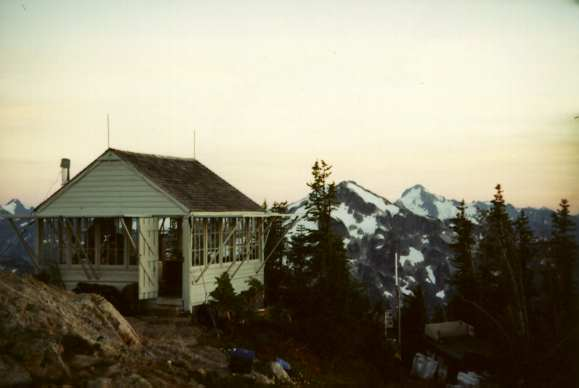
La torre di guardia antincendi del monte Copper

Nel parco nazionale, il fuoco veniva appiccato dai nativi americani nella regione vicino all'attuale Ross Lake per ripulire la boscaglia, facilitare gli spostamenti a piedi e possibilmente allontanare animali pericolosi. Stando ad esami dendrocronologici, gli incendi causati dall'uomo furono originati per molte centinaia di anni. Prove simili si rintracciano soprattutto nella valle di Stehekin, dove i roghi più piccoli erano probabilmente causati dall'uomo, con una netta concentrazione nella sezione est. Nelle regioni subalpine come i dintorni del torrente Thunder, si è compreso che gli incendi si verificarono con una frequenza che variava tra 30 anni e 400 anni.
In tutto l'intero parco, tra il 1973 e il 2003, hanno avuto luogo 113 incendi causati dall'uomo che hanno arso 43 ettari e 264 innescati da fulmini che hanno bruciato 4 723 ettari. Durante questo arco temporale, il più grande rogo si propagò per 1 666 ettari, principalmente nell'area ricreativa nazionale del lago Ross. La zona protetta risulta suddivisa in tre diverse zone con diversi livelli di rischio e gravità in caso d'incendio. Il parco è gestito secondo il programma Skagit Fire Management Unit (FMU) e l'eventualità che si propaghino grandi incendi naturali assai bassa, considerando che essi avvengono in media solo ogni 50-400 anni.
Le North Cascades mostrano "[...] un intervallo naturale (e storico) in tema di composizione della vegetazione; generazione delle fiamme; frequenza, gravità e schema degli incendi". Questa tendenza, in linea con la designazione di riserva naturale applicata alla maggioranza del parco, lascia trasparire una politica di laissez-faire con riferimento ai roghi innescati in modo naturale (ad esempio da un fulmine), ovviamente a patto che le persone e gli edifici non vengano minacciate. Come parte del piano di gestione, le poche strutture storiche della FMU hanno la priorità per la protezione antincendio, compresi i rifugi come quello del passo Beaver e le torri di avvistamento di Sourdough, di Desolation Peak e del monte Copper, tutti iscritti nel Registro nazionale dei luoghi storici.

## Storia

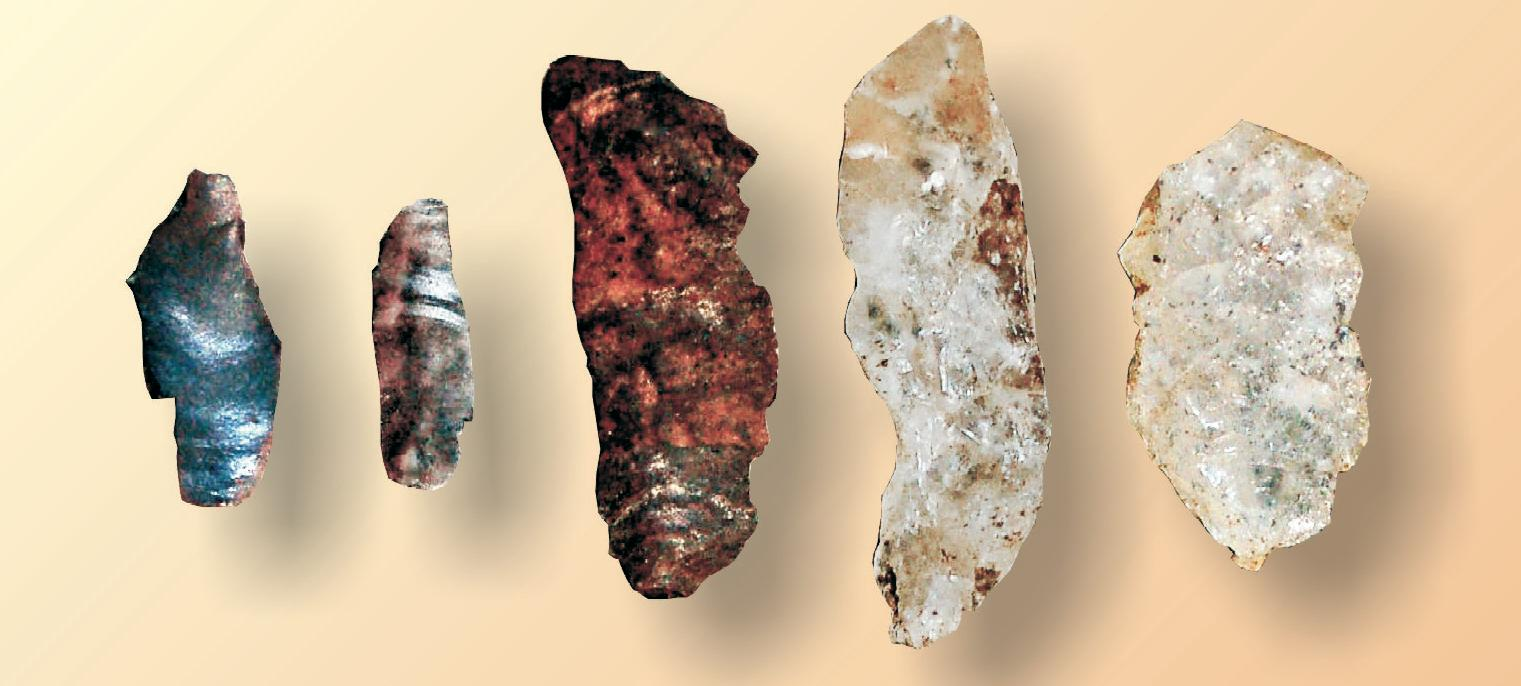
Piccole lame rinvenute presso il passo di Cascades; le due sulla destra sono state realizzate smussando del quarzo

Gli scavi archeologici hanno identificato circa 260 siti preistorici risalenti a 8 500 anni fa. Questi ritrovamenti dimostrano che anche le zone montuose della regione giocarono un ruolo importante nella vita economica degli indiani della regione, oltre che poi dei primi coloni europei. Tra i reperti si rintracciano miniere (specie di ossidiana), accampamenti di pastori e mulini. All'interno del parco sono protette 81 strutture artificiali, come ad esempio miniere o un hotel.

### Epoca antica
Gli amerindi della zona vivevano dedicandosi alla caccia, alla pesca e all'agricoltura, spostandosi in montagna a seconda delle stagioni. La catena delle Cascate delimitava il territorio da loro abitato, compreso nello specifico tra il bacino del fiume Columbia a est e quello delle pianure dello stretto di Puget a ovest. Si svilupparono presto delle rotte commerciali lungo diversi sentieri tra le varie tribù, poiché non tutte avevano a disposizione le stesse materie prime.
Tra gli oggetti trovati dagli archeologi figurano punte di pietra risalenti a circa 8 000 anni fa. La tagliente ossidiana veniva usata per creare, ad esempio, strumenti di vario genere, specie armi e utensili funzionali alla vita di tutti i giorni. La capra delle nevi era molto apprezzata per la sua carne oltre che per la sua lana, essendo infatti gradita nel vestiario, specie in inverno, e avendo un notevole valore commerciale. Altre prede ambite erano i cervi, gli orsi e mammiferi più piccoli quali le marmotte. Anche la pesca del salmone svolgeva un ruolo molto importante nella loro dieta, potendo infatti altresì essere essiccati per la conservazione o per il commercio. La canapa era inoltre utilizzata per la produzione di corde.
Cinque tribù, tutte di lingua salish, vivevano nell'area quando i primi europei arrivarono nel XVIII secolo: Nooksack, Chilliwack, Chelan, Skagit e Thompson. Il vaiolo, portato dagli europei, si diffuse rapidamente tra gli indigeni alla fine del XVIII e all'inizio del XIX secolo: alcune popolazioni vennero gravemente colpite dalla malattia ancor prima che gli europei le avessero incontrate.

### Insediamento degli europei

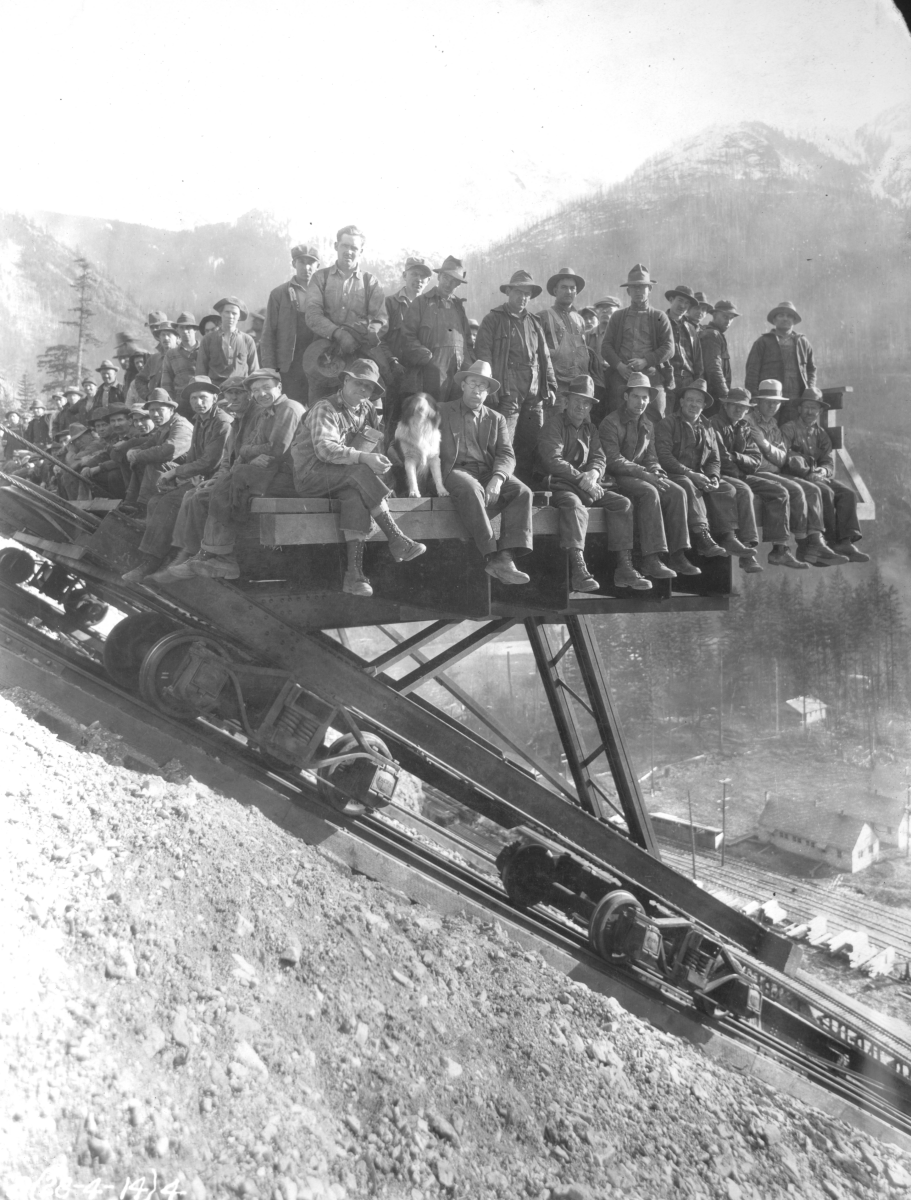
Costruzione della diga di Diablo (1928)

I cacciatori si insediarono nella regione dalla fine del XVIII secolo e diedero il via a un intenso commercio delle pellicce. In seguito, l'attività proseguì, ma come fonte di guadagno secondaria per gli abitanti dei dintorni.
Già nel 1850, i cercatori d'oro cominciarono a concentrarsi nella regione: nel 1870, a distanza di un ventennio, si scoprì la presenza del metallo prezioso nell'alta valle dello Skagit, ma le quantità erano irrisorie e gli interessati abbandonarono il luogo intorno al 1880. In seguito, le compagnie minerarie sfruttarono l'argento e il piombo presenti in alta montagna, ma quando alla fine degli anni 1910 il valore dei minerali precipitò le miniere vennero chiuse per il crollo dei ricavi. Durante la seconda guerra mondiale, tuttavia, l'interesse per i metalli riprese fino agli anni cinquanta.
Le grandi foreste attirarono presto l'interesse delle compagnie dedite alla vendita del legname. Una piccola area a ovest del parco fu sfruttata già nel 1860: i taglialegna trasportavano tronchi d'albero lasciandoli galleggiare sui fiumi e fermandoli una volta giunti presso le segherie localizzate più in basso nelle valli. Il relativo isolamento di alcune aree boschive impedì che queste sperimentassero un'ampia deforestazione.
Strade, ponti e tunnel furono costruiti nell'area per facilitare l'accesso ai lavoratori. Dopo il 1918, una società elettrica avviò la costruzione di tre dighe idroelettriche per fornire energia alla vicina città di Seattle. Nel 1930, la diga di Diablo divenne a quel tempo la più grande diga del mondo, in virtù dei suoi 118,5 m di ampiezza. La diga di Ross (165 m) andò invece completata nel 1949 e la diga di Gorge (91 m) nel 1961.
I coloni iniziarono gradualmente a stabilirsi in fondo alle valli e la maggioranza finì per dedicarsi ad attività relative al commercio del legname, alle miniere e alla costruzione di hotel. Fu durante questo processo coinciso con un aumento demografico che nacquero alcune piccole località quali quella di Stehekin.
Il Congresso degli Stati Uniti e il presidente Lyndon B. Johnson concessero alla regione lo status di parco nazionale nel 1969, con l'obiettivo di preservare i paesaggi montuosi per le generazioni future. Nel 1988, la protezione del 93% del parco nazionale è stata rafforzata ottenendo lo status di riserva naturale di Stephen Mather (Stephen Mather Wilderness area).

## Turismo

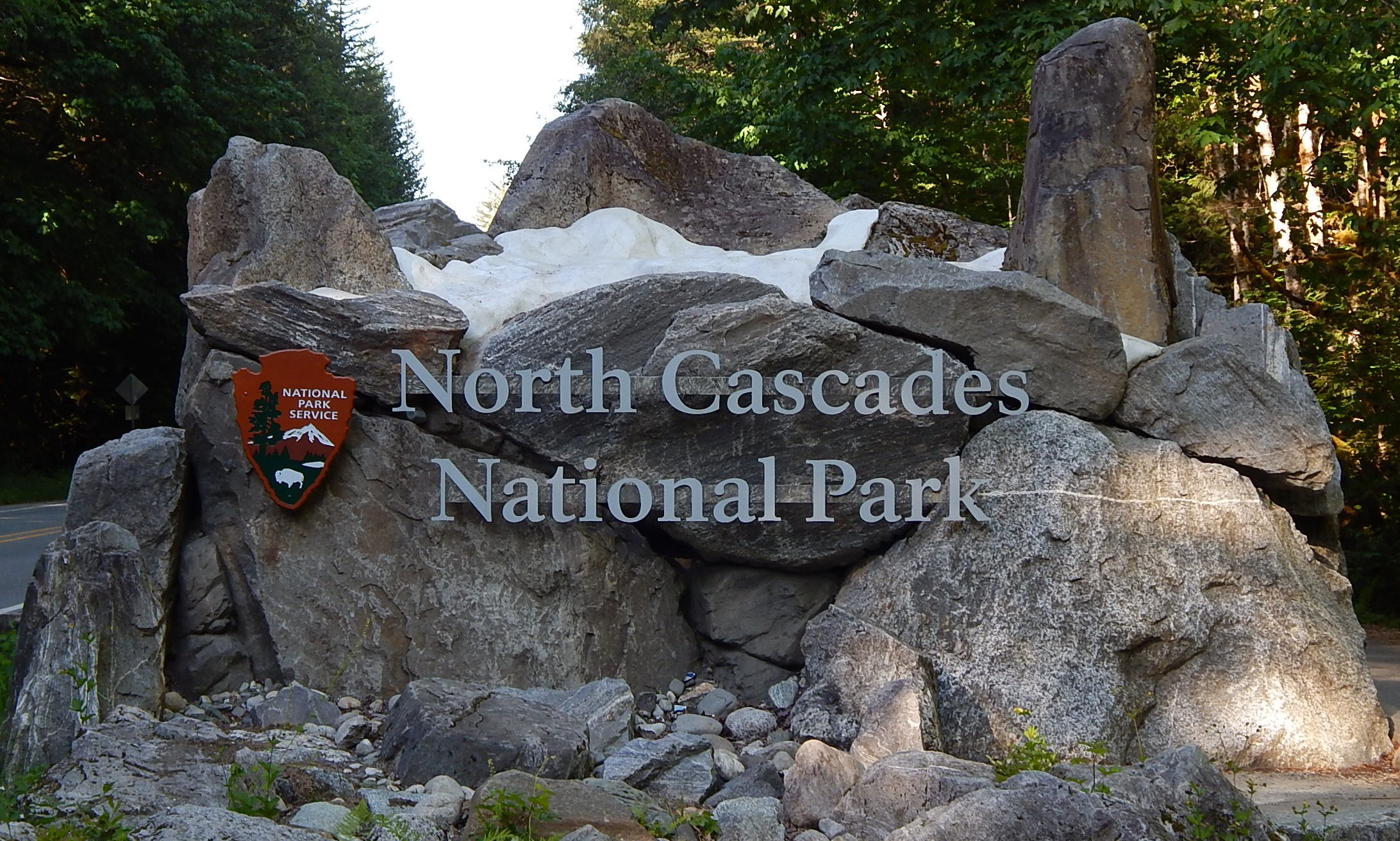
Segnale d'ingresso nel parco

Localizzato 160 km a nord-est di Seattle, il sito è considerato "uno dei migliori parchi naturali" nei 48 Stati continentali". A differenza di altri parchi nazionali, non viene richiesto biglietto d'ingresso per accedere alle North Cascades e i sentieri escursionistici accessibili con il veicolo non richiedono un'autorizzazione per il parcheggio. Ciononostante, questa regola non vale sempre e per i cammini escursionistici che attraversano alcune proprietà forestali nazionali adiacenti al parco si richiede un pass. In virtù dei suoi spettacolari ghiacciai, il monte Shuksan, nell'angolo nord-ovest del parco, attira diversi appassionati di fotografia: la stessa attenzione richiama il lago Path. Malgrado le potenzialità offerte, il sito e i suoi paesaggi montuosi attirano meno di 31 000 turisti ogni anno, un dato ben al di sotto dei tre milioni di visitatori del vicino parco nazionale di Olympic. Queste cifre tengono conto solo dei visitatori che accedono nel parco nazionale stesso, escludendo dunque i visitatori delle due riserve naturali. I numeri bassi sono spiegate dal fatto che nessuna strada accede direttamente nel parco. Infatti, la Washington State Route 20, la quale interseca il parco nazionale, passa solo nella zona protetta del lago Ross e nella valle del fiume Skagit.

### Campeggio, escursionismo e ciclismo

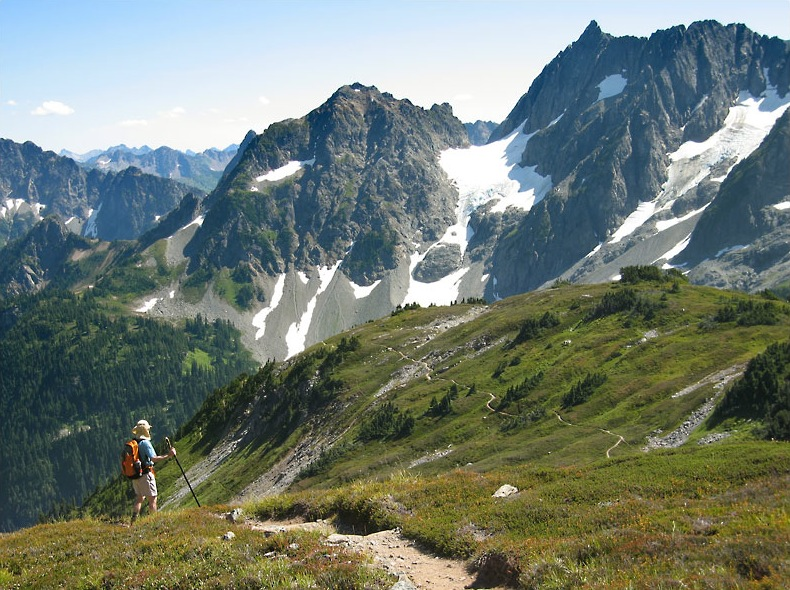
Escursionismo a Sahale Arm, vicino al passo di Cascade

Escursionisti e alpinisti spesso visitano il passo di Cascade, nella sezione sud-occidentale dell'unità meridionale del parco, sfruttato in passato come percorso di viaggio dai nativi americani. Il luogo può essere raggiunto da un sentiero escursionistico lungo 6 km accessibile da un parcheggio alla fine di una strada sterrata che inizia a Marblemount. Si contano in totale quasi 640 km di sentieri escursionistici nel parco. Gli escursionisti possono anche accedere a due Sentieri nazionali, tra cui il celebre Pacific Crest Trail, nella sezione meridionale del parco, e il tratto del Pacific Northwest Trail che attraversa il nord dell'area tutelata per 101 km. Da nord a sud, il Picket Range, il monte Triumph, Eldorado Peak e il Boston Peak costituiscono zone di campeggio popolari nell'entroterra.
A differenza della maggioranza dei parchi nazionali degli Stati Uniti, non ci sono località all'interno delle North Cascades dove si può accedere ad aree di campeggio. Ulteriori luoghi abbastanza frequentati sono quelli del lago Ross e nelle foreste nazionali circostanti. L'accesso viene comunque moderato e nelle piazzole si cerca di evitare il sovraffollamento. I posti per campeggiare possono essere prenotati solo all'inizio della primavera; i permessi specifici si possono ottenere presso il centro di informazioni situato a Marblemount. Poiché la stragrande maggioranza del parco è designata come riserva integrale, l'obiettivo è garantire a tutti gli escursionisti e i viaggiatori l'opportunità di trovarsi a contatto diretto con la natura. Le dimensioni dei gruppi sono limitate a gruppi minori di una dozzina su quelli che sono noti come sentieri e vie specifiche per i campeggiatori, oltre che in aree abbastanza remote.
Il ciclismo è ammesso, ma solo sulle stesse strade su cui è consentito il transito di veicoli: pertanto, risulta escluso l'accesso in mountain bike sui cammini escursionistici. Il campeggio per escursionisti/motociclisti è disponibile a Newhalem, lungo il torrente Colonial e vicino a Stehekin.

### Alpinismo

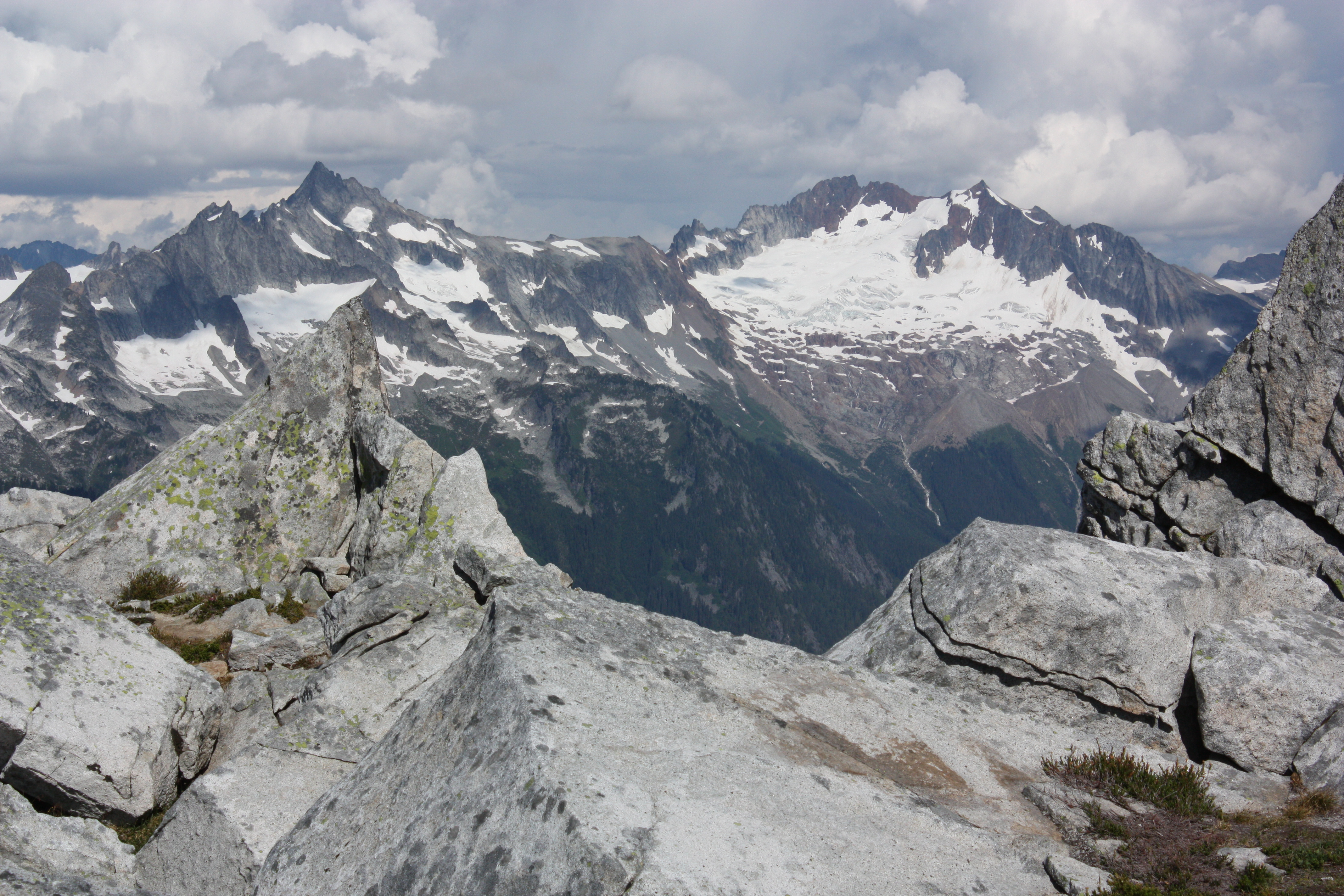
Il Pyramidal Forbidden Peak (a sinistra) figura nella classifica delle cinquanta scalate classiche del Nord America (Fifty Classic Climbs of North America). Il ghiacciaio Quien Sabe circonda la parete ovest del Boston Peak (a destra) sotto ripide pareti rocciose

Delle vie di arrampicata sulle numerose falesie, ghiaccio e altre sfide offerte dalla natura rendono il parco una delle mete preferite per molti appassionati di alpinismo. Mentre alcune vette e pareti rocciose possono essere raggiunte abbastanza facilmente, quelle più remote comportano un'escursione di un giorno impegnativa anche per scalatori esperti. Il parco vieta l'installazione di nuovi ancoraggi fissi, i chiodi da roccia, essendo infatti consentiti solo quelli rimovibili come nel caso dei dadi e dei friend. Una simile politica è volta a preservare nello stato più incontaminato possibile le montagne, poiché gli ancoraggi a punto fisso deturpano la roccia e sono considerati invasivi.
Con gran parte dell'arrampicata e dell'alpinismo effettuati al di sopra della linea degli alberi, lo sforzo per proteggere gli ecosistemi alpini appare di fondamentale importanza. La scelta di perseguire il sistema del Leave No Trace (il motto sottolinea la necessità di preservare lo status quo dell'ambiente locale) è promossa con costanza e rigore: si pensi al fatto che l'ente gestore incoraggia i visitatori a fare campeggio sulla nuda roccia e senza tende, a utilizzare un fornello da campo al massimo, a conservare il cibo in modo sicuro dove gli animali non possono raggiungerlo e a smaltire o seppellire i rifiuti con consapevolezza, ovviamente nei casi in cui questo non arrechi danno al parco. L'alpinismo in zona divenne popolare per la prima volta grazie a Fred Beckey (1923-2017): all'età di soli 15 anni, egli fu il primo a raggiungere nell'ordine la vetta del Sinister Peak nel 1938, il monte Despair nel 1939 e, l'anno successivo, il Forbidden Peak. Oltre ai tre primati appena menzionati, Beckey raggiunse per primo la vetta di almeno 24 montagne nelle North Cascades e le sue imprese sono raccontate in una serie di libri in tre volumi intitolata Cascade Alpine Guide, pubblicati per la prima volta nei primi anni 1970. L'opera è talvolta soprannominata la "Bibbia di Beckey".

## Nella cultura di massa

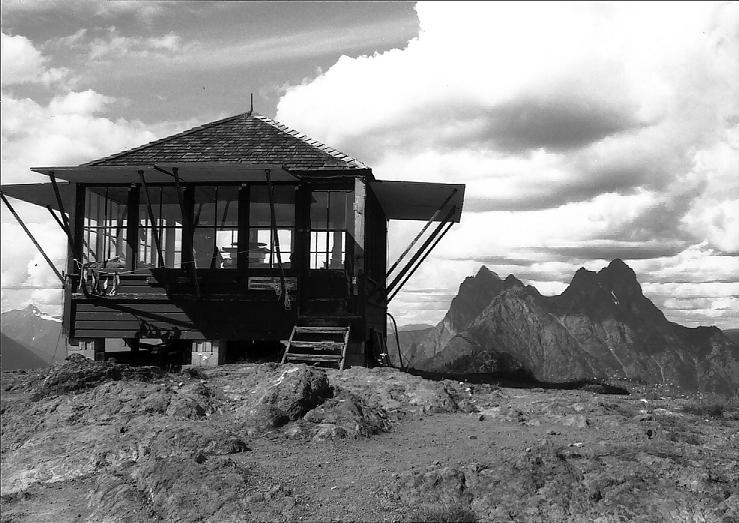
La torre di guardia del Desolation Peak, dove Jack Kerouac lavorò nel 1956

Durante l'estate del 1956, lo scrittore americano Jack Kerouac trascorse sessantatré giorni nella regione, e in particolare in cima al Desolation Peak, che sovrasta il lago Ross. Stanziatosi in una torre di osservazione, prestò servizio nella United States Forest Service (USFS) per rilevare i focolai di incendi, quando la regione non apparteneva ancora ad alcun parco nazionale. Questo periodo di solitudine gli diede ispirazione per la scrittura delle sue opere I vagabondi del Dharma e Angeli di desolazione. Il sentiero escursionistico del Desolation Peak Trail permette di visitare la torre di guardia, costruita nel 1933. Altri poeti americani come Philip Whalen e Gary Snyder, anch'essi impiegati come vigili del fuoco, trovarono nel parco una preziosa fonte di ispirazione.
È in tale zona protetta che sono state girate le scene di caccia del film Il cacciatore.